# ديجوكسين
الديجوكسين (بالإنجليزية: Digoxin) أو ديجيتالس هو دواء يستخدم لعدد من الأمراض القلبية يتم استخراجه من النبتة الديجيتال الصوفي. يقوم الديجوكسين بزيادة انقباضية عضلة القلب وتقليل قابلية العقدة الأذينية البطينية (AV node) لتوصيل النبضات العصبية، ويتم ذلك عن طريق تثبيط عمل مضخة الصوديوم والبوتاسيوم مما يعمل على زيادة تركيز الكالسيوم داخل الخلية العضلية. ويستخدم في علاج:
1. الحالات المختلفة من اللانظميات فوق البطينية وبخاصة الرجفان الأذيني.
2. قصور القلب حيث يقوم الدواء بزيادة قدرة القلب على ضخ الدم.

## امتصاص الديجوكسين
يمتص الديجوكسين بشكل ضعيف من القناة الهضمية، ويؤثر زمن تحلله على تركيزه الذي يصل إلى بلازما الدم (التواجد الحيوي Bioavailability)، فهنالك شكلان للدواء كلاهما يقدمان عن طريق الفم ولكن لكل منهما تواجد حيوي مختلف كالتالي:
1. التواجد الحيوي للأقراص = 0.65 (0.5 - 0.9) [ 0.63 لأقراص اللانوكسين Lanoxin ]
2. التواجد الحيوي للشكل السائل من الدواء = 0.8 [0.75 لشراب اللانوكسين]

## توزع الديجوكسين
يتوزع الديجوكسين بشكل واسع ويرتبط بمختلف أنسجة الجسم بدرجات مختلفة، يتم توزع الديجوكسين خلال 6-8 ساعات ويمكن ملاحظة الآثار الإكلينيكية للدواء بشكل أسرع إذا تم تقديمه عن طريق الوريد، يتوزع الديجوكسين في نموذج يتكون من حجرتين (يشرح هذا الاصطلاح في دروس أخرى حول الحجرات الفسيولوجية وتأثيرها على توزع الدواء) ولا تعكس العينة المقدمة للمريض تأثير الدواء الفارماكولوجي بشكل دقيق حتى يتوزع الديجوكسين بشكل كامل في كلا الحجرتين، وإن كان من الممكن ملاحظة بعض الآثار الإكلينيكية بعد ساعتين من تقديم الدواء.
يتأثر توزع الديجوكسين بكفاءة عمل الكلى، ففي الكلى الطبيعية:
Vd = 7.3 L/Kg
بينما عند ضعف الكلى يكون:
Vd = 3.8 x IBW + (3.1 x CrCl (ml/min)) (وحدة هذه النتائج الليتر)

## استقلاب الديجوكسين وإطراحه
يتم التخلص من الدواء - كما هو دون أن يتغير – عن طريق البول بشكل رئيسي (60-80% من الدواء)، ويخضع بعض الدواء للتأيض الكبدي (20-40% من الدواء)، وهنا يحسب ما يسمى بالتنظيف الكلي(بالإنجليزية: Total clearance) عن طريق جمع قيمة التنظيف الكلوي والتأيض الكبدي كما يلي:
CLt = CLm + CLr
- يحسب متوسط التنظيف بين الناس كما يلي:
Dig CL = 0.8 x IBW + CrCL
- يحسب التنظيف لدى مرضى الفشل القلبي الحاد كما يلي:
Dig CL = 0.33 x IBW + (0.9 x CrCL)
وذلك لأن التأيض الكبدي والتنظيف الكلوي منخفضان في الفشل القلبي الحاد.

## الإزالة
تقل فعالية عملية إزالة الديجوكسين بسبب المؤثرات التالية:
1. فشل القلب الاحتقاني
2. ضعف الكبد
3. ضعف الكلى
4. نقص نشاط الغدة الدرقية

## تفاعلات الديجوكسين وتداخلاته مع الأدوية الأخرى
يتفاعل الديجوكسين مع الأدوية التالية:
1. أميودارون: فإذا تم إعطاء المريض هذا الدواء مع الديجوكسين وجب تقليل جرعة الديجوكسين إلى النصف.
2. الأدوية التي تؤثر على مستويات البوتاسيوم: مثل الكورتيكوستيروئيد ومدرات البول وحاصرات بيتا ß agonists.
3. الأدوية التي تؤثر على وظيفة الكلى: كمضادات الالتهابات اللاستيروئيدية، والفانكومايسن والجنتامايسن.
4. الأدوية التي تؤثر على عملية الأيض والتنظيف: الإريثرومايسن والكلاريثرومايسن والإتراكونازول ونبتة سانت جونز.
5. الأدوية التي تؤثر على التوافر الحيوي:
  1. كالألومنيوم والمغنيسيوم والنيومايسن وألياف النخالة والكيولين Kaolin والكوليستيرأماين.
  2. وكمثبطات P glycoprotein مثل: الأميودارون، السايكلوسبورين، الكوينيداين، الفيراباميل.
6. الأدوية التي تؤثر على Vd.

## أرقام وقيم
المدى العلاجي	2-0.8 مايكروجرام لكل لتر
- التواجد الحيوي (للأقراص)	0.65
- التواجد الحيوي (للدواء السائل) 0.8

S	1
Vd	Vd = 3.8 x IBW + (3.1 x CrCl)
التنظيف (لغير مرضى الفشل القلبي) 	Dig CL = 0.8 x IBW + CrCL
التنظيف (لمرضى الفشل القلبي)	Dig CL = 0.33 x IBW + (0.9 x CrCL)
نصف العمر يومان تقريبًا

## حساسية عضلة القلب
- تزداد حساسية عضلة القلب بتأثير العوامل التالية:
- انخفاض نشاط الغدة الدرقية.
- ارتفاع معدل الكالسيوم.
- انخفاض معدل البوتاسيوم.
- انخفاض معدل المغنيسيوم.
- انخفاض معدل الأكسجين.

بينما تنخفض حساسية عضلة القلب بارتفاع نشاط الغدة الدرقية.

## الأعراض الجانبية
يعتمد ظهور الأعراض الجانبية على أمرين:
1. تركيز الديجوكسين في بلازما الدم.
2. حساسية عضلة القلب أو نظام التوصيل العصبي فيها.

ولا يمكننا الاستدلال بتركيز الدواء في الدم بمفرده على إمكانية حصول تسمم بل لا بد من أخذ العوامل الأخرى بالاعتبار، وعلى كل حال فإن أهم الأعراض الجانبية للديجوكسين هي ما يلي:
1. آلام البطن.
2. فقدان الشهية المرضي (الأنوركسيا).
3. اضطرابات بصرية (يرى المريض كل شيء باللون الأصفر).
4. إرهاق وتشوش وخمول.
5. لا نظمية في ضربات القلب.
6. هلوسة واكتئاب وهذيان.
7. تضخم الثدي عند الرجال.

## مستويات الديجوكسين
التركيز بالمايكرو جرام لكل لتر

### التأثير
- أقل من 0.5 	لا يوجد تأثير إكلينيكي.
- 0.7	بعض الإعاقة للتوصيل العصبي وبعض التأثير الإنتروبي الإيجابي.
- 2-0.8 المستوى العلاجي المثالي.
- 2.5-2 	ارتفاع في خطورة الإصابة بتسمم، يمكن لبعض المرضى تحمل هذا المستوى.
- أكبر من 2.5	تسمم في كل من الجهاز الهضمي والقلبي الوعائي والعصبي.

## الجرعة
يتم تحديد مقدار جرعة الديجوكسين على أساس:
1-	المعدل البطيني بالنسبة لمرضى الرجفان اللييفي الأذيني.
2-	فعالية الكلى والعمر

## التسمم بالدجوكسين
يحدث التسمم بالديجوكسين إما بأخذ جرعات زائدة أو حتى بأخذ جرعات صحيحة وذلك لأن التركيز العلاجي للعقار قريب جدًا من التركيز السمي، بالتالي أبسط تغير في تركيز الديجوكسين يمكن أن يؤدي إلى التسمم.

### التشخيص
في الأفراد الذين يشتبه إصابتهم بسمّية الديجوكسين، ينبغي الحصول على تركيز الديجوكسين في الدم، وتركيز البوتاسيوم في الدم والكرياتينين واليوريا، وعمل تخطيط قلب متسلسل.

#### تخطيط القلب

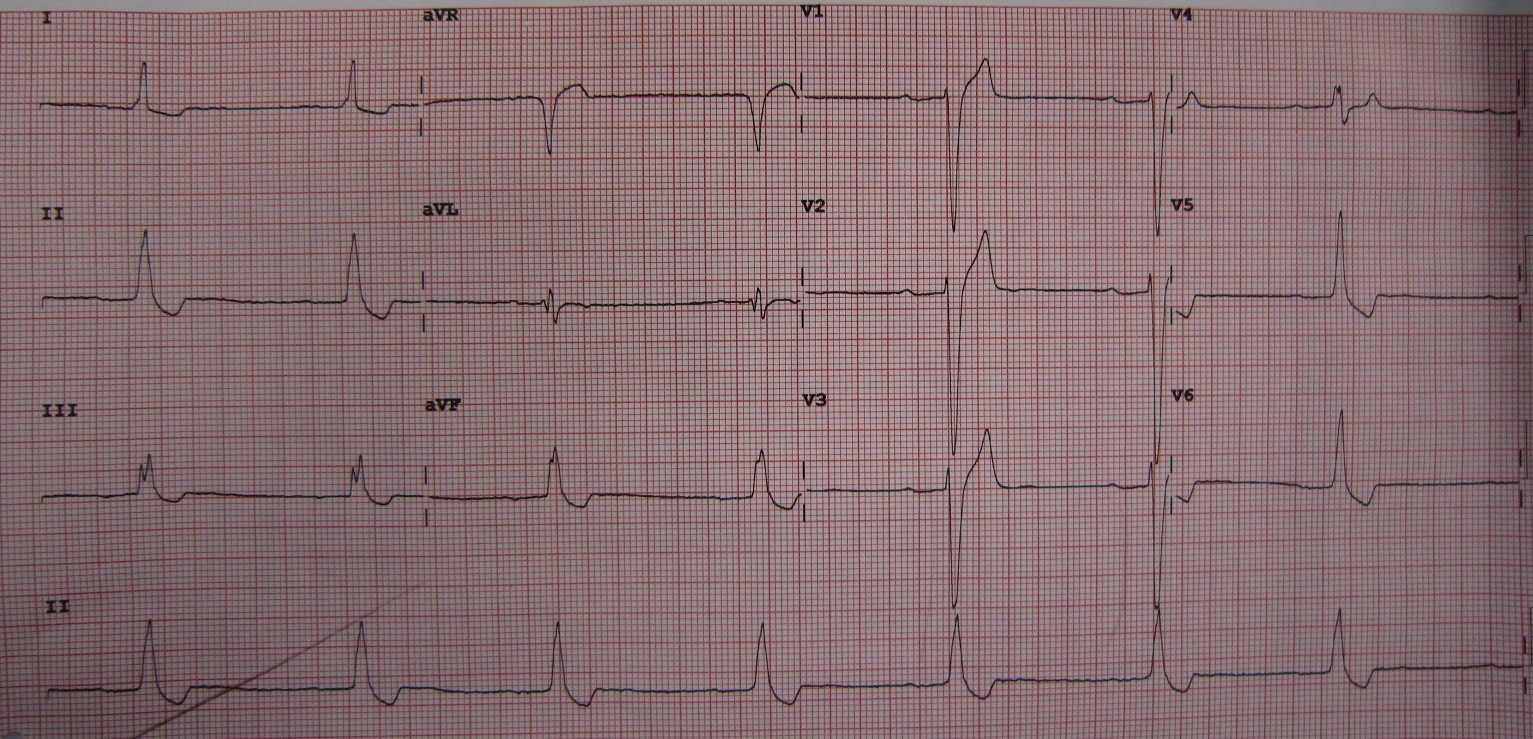
تخطيط قلب يظهر الشكل المميز للتسمم بالديجوكسين الخاص بموجة ت (T wave) على شكل إشارة صح معكوسة

هناك آليتان يؤثر فيها التسمم بالدجوكسين على القلب، الأولى هي زيادة الاستثارة الذاتية (automaticity) والثانية هي خفض التوصيل عبر العقدة الأذينية البطينية (AV node block).
أكثر الاختلالات الكهربية للقلب في حالة التسمم بالديجوكسين هي كثرة الانقباضات البطينية الخارجة (ventricular extrasystoles) بما في ذلك تَوْأَمِيَّةُ النَّبْض البطيني (وتعني نبضة طبيعية ونبضة خارجة) وثلاثية التوائم (وتعني نبضتين طبيعيتين ونبضة خارجة)، وتعتبر من العلامات الشائعة للتسمم انظر الصورة. كما أن بطء القلب الجيبي (sinus bradycardia) هو أيضًا من الاضطرابات الشائعة في هذه الحالة. وبالإضافة إلى ذلك، انخفاض التوصيل على شكل حصار اذيني بطيني (AV block) هو سمة شائعة في سمية الديجوكسين، وهناك الكثير من الأشكال غير الطبيعية التي تظهر في تخطيط القلب يكون سببها سمّية الديجوكسين إلا أن اشهرها هو الشكل المميز لموجة ت (T wave) على شكل إشارة صح معكوسة انظر الصورة التي في الجانب.

### المعالجة

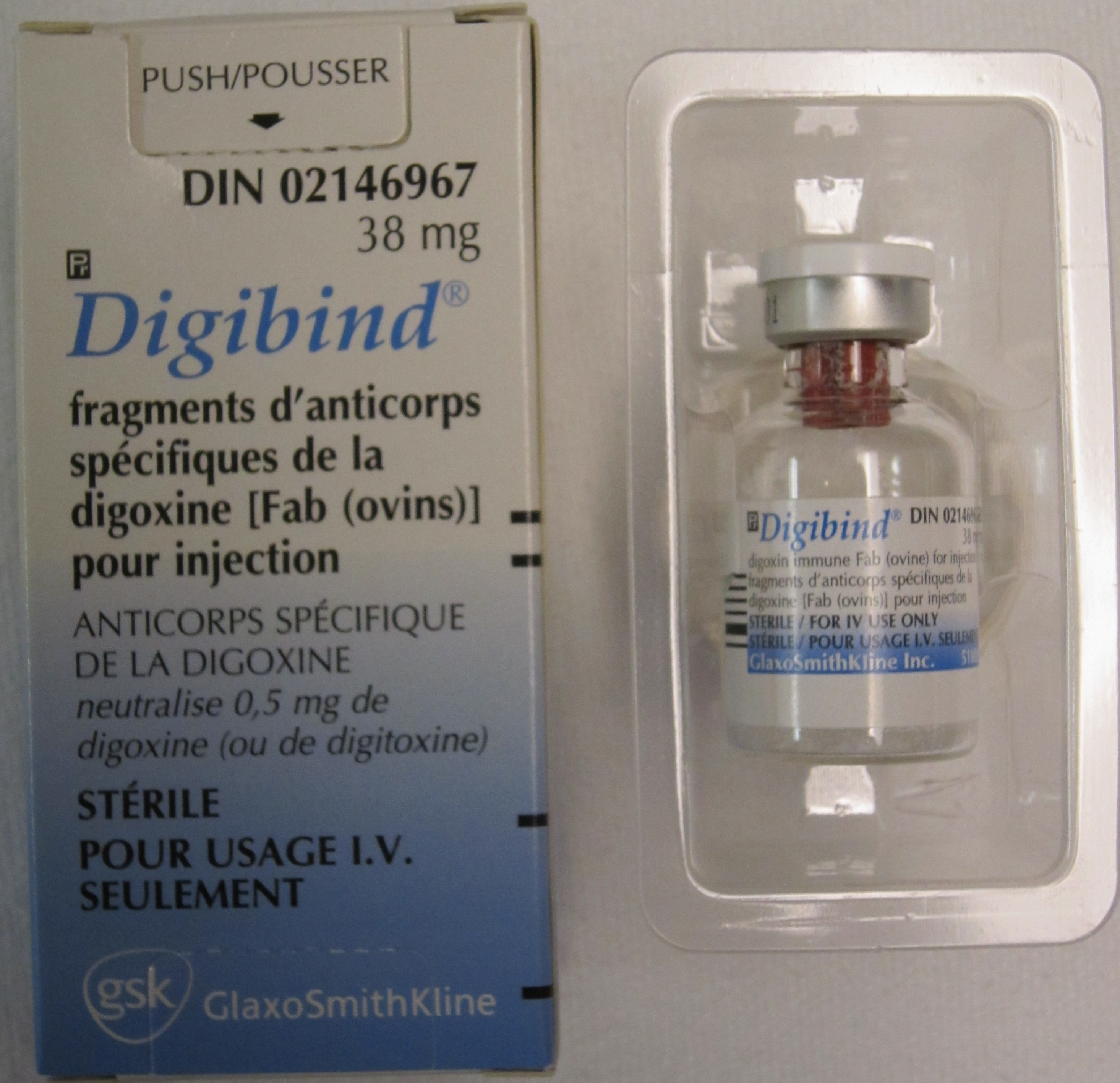
الأجسام المجزأة المضادة للديجوكسين (digoxin immune fab) حيث تستخدم لعلاج التسمم بالديجوكسين

المعالجة الأولية من سمية الديجوكسين هي الأجسام المجزأة المضادة للديجوكسين (digoxin immune fab)، وهي أجزاء من اجسام مضادة تهاجم الديجوكسين. وقد ثبتت فعالية هذا العلاج في علاج حالات التسمم المهددة للحياة خصوصًا عند فرط بوتاسيوم الدم، وعدم استقرار الدورة الدموية، وعدم انتظام ضربات القلب.
العلاجات الأخرى التي يمكن أن تستخدم لعلاج عدم انتظام ضربات القلب المهددة للحياة حتى هي المغنيسيوم، الفينيتوين، والليدوكائين. المغنيسيوم يقمع عدم انتظام ضربات القلب البطيني الناجم عن الديجوكسين بينما الفينيتوين والليدوكائين يقمع تلقائية البطين في حالة وجود بطء معدل ضربات القلب بشكل غير طبيعي (bradyarrhythmias)، يمكن استخدام الأتروبين، والكاتيكولامينات (مثل إيزوبرينالين أو سالبوتامول)، و/أو جهاز تنظيم القلب المؤقت.